# Микеш, Келемен

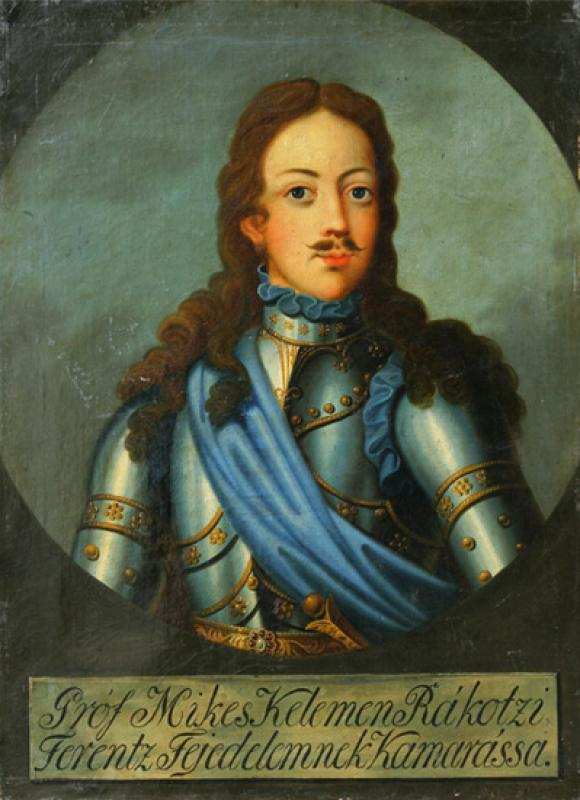
Единственный прижизненный портрет

Келемен Микеш (Kelemen Mikes; 1690—1761) — соратник, секретарь и ближайший приближённый трансильванского князя Ференца II Ракоци; активный участник венгерского освободительного движения. Последние 43 года провёл в турецкой Румелии. Его «Турецкие письма» — хрестоматийное произведение венгерской литературы.
Из знатного венгерского рода. Родился в Трансильвании, в родительском имении Загон, которое было конфисковано после того, как отец Келемена примкнул к восстанию Тёкёли. В 1690 г. Микеш-старший, попав в руки валашского господаря, был выдан австрийцам и после пыток казнён. Мальчик вырос в Зебале (ныне жудец Ковасна, Румыния), где по настоянию отчима принял католичество и поступил в коллегиум иезуитов.
Микеш разделял все тяготы борьбы своего сюзерена Ракоци против Габсбургов и последовал за ним в ссылку. С 1713 г. жил при версальском дворе Людовика XIV. По условиям Пожаревацкого мира (1718) сторонники Ракоци должны были покинуть Европу и поселиться в Родосто неподалёку от Константинополя. Микеш прислуживал князю Ракоци в преклонные годы, организовал его похороны и стал его душеприказчиком. Он пережил всех товарищей, которые последовали за Ракоци в изгнание.
В 1794 г. увидели свет «Турецкие письма» — сборник из 208 писем к вымышленной кузине, написанных Микешем в период с 1717 по 1758 гг. (переписываться с родными в Венгрии ему было запрещено). В этом своеобразном эпистолярном романе Микеш, следуя французским образцам, живо передаёт нравы турок и рассказывает о жизни венгерской колонии на берегах Мраморного моря. Очерки «отличаются лёгкой, непринуждённой, слегка юмористической манерой повествования».
Публикация «Турецких писем» прославила забытого к тому времени Микеша как венгерского Гёте; в нём видели родоначальника национальной литературы. В 2017 г. русский перевод книги, выполненный Ю. П. Гусевым, был издан в серии «Литературные памятники».